# Colin Jackson
Colin Ray Jackson (født 18. juni 1967 i Cardiff, Wales) er en pensioneret walisisk atletikudøver (hækkeløber), der vandt to VM- og fire EM-guldmedaljer i 110 meter hæk. Han vandt desuden sølv i samme disciplin ved OL i Seoul 1988. 
Jackson fungerer nu som sportsvært for den engelske tv-kanal BBC.